# Wang Tao (calciatore 1970)
Wang Tao (王涛S, Wáng TāoP; Dalian, 22 aprile 1970 – Hangzhou, 3 novembre 2022) è stato un calciatore cinese, di ruolo attaccante.

## Palmarès

### Club

#### Competizioni nazionali
- Campionato cinese: 4

Dalian Wanda: 1994, 1996, 1997, 1998